# Pascal Thomas
Pascal Thomas (Moncontour, 2 aprile 1945) è un regista, sceneggiatore, produttore cinematografico e attore francese.

## Biografia
Mentre ancora lavorava come giornalista, ricevette da Claude Berri la proposta di girare un cortometraggio che lo lanciò nel mondo del cinema. Thomas ha sviluppato un nuovo e personale stile di fare cinema, definito nouveau naturel (nuovo naturale), caratterizzato dall'osservazione realistica e sensibile della vita di provincia.
Sposato con Nathalie Lafaurie, ha due figli entrambi attori, Clément Thomas e Victoria Lafaurie.

## Filmografia

### Regista
- Le Poème de l'élève Mikovsky (1971)
- Les Zozos (1973)
- E Anna scoprì l'amore (Pleure pas la bouche pleine) (1973)
- Le Chaud lapin (1974)
- Nono Nénesse (1976)
- La Surprise du chef (1976)
- Un oursin dans la poche (1977)
- Un coup de rasoir (1977) (film TV a episodi, Pascal Thomas ne diresse uno)
- Confidences pour confidences (1979)
- La Fabrique, un conte de Noël (1979) (film TV)
- Celles qu'on n'a pas eues (1981)
- Les Maris, les Femmes, les Amants (1989)
- La Pagaille (1991)
- La Dilettante (1999)
- Mercredi folle journée (2001)
- Due per un delitto (Mon petit doigt m'a dit...) (2005)
- Il grande appartamento (Le Grand Appartement) (2006)
- L'Heure zéro (2007)
- Le Crime est notre affaire (2008)
- Ensemble, nous allons vivre une très, très grande histoire d'amour... (2010)
- Associés contre le crime (2011)

### Sceneggiatore
- Le Chaud lapin (1974)
- Nono Nénesse (1976)
- La Surprise du chef (1976)
- Un oursin dans la poche (1977)
- Confidences pour confidences (1979)
- Les Maris, les Femmes, les Amants (1989)
- La Pagaille (1991)
- La Dilettante (1999)
- Mercredi folle journée (2001)
- Due per un delitto (Mon petit doigt m'a dit...) (2005)
- L'Heure zéro (2007)
- Le Crime est notre affaire (2008)

### Produttore
- La Dilettante (1999)

### Attore
- L'insolente (Beaumarchais, l'insolent), regia di Édouard Molinaro (1996)
- L'Éducatrice, regia di Gérard Grégory (1996)